# 伊東武
伊東 武（いとう たけし、1963年3月2日 - ）は、東京スター銀行頭取。
1986年（昭61年）早稲田大学商学部卒、日本債券信用銀行（現あおぞら銀行）入行。
2016年執行役員企業情報部長、2018年常務執行役員アドバイザリー&インベストメント本部長、2021年専務執行役員。東京都出身。